# Никола Спиридонов
Никола Спиридонов (болг. Никола Йовински Спиридонов; нар. 28 лютого 1938, Плевен — 13 березня 2021) — болгарський шахіст, гросмейстер від 1979 року.

## Шахова кар'єра
У складі національної збірної взяв участь у Шаховій олімпіаді 1964 в Тель-Авіві, де болгарська команда посіла 6-те місце. Крім того, тричі (1970, 1980, 1983) брав участь у командних чемпіонатах Європи і чотири рази (1961, 1964, 1965, 1966) в командному чемпіонаті світу серед студентів, 1965 року вигравши золоту медаль в особистому заліку на 2-й шахівниці. Неодноразово брав участь у фіналі чемпіонату Болгарії, 1969 року в Пловдиві здобувши золоту медаль, 1975-го — срібну, а 1982-го — бронзову.
Досягнув низки успіхів на міжнародних турнірах, зокрема: посів 1-ше місце на Меморіалі Рубінштейна в Поляниці-Здруй (1971, разом з Гельмутом Пфлегером), поділив 3-тє місце у Брно (1975, позаду Властіміла Горта і Олексія Суетіна, разом з Вольфгангом Ульманном), посів 1-ше місце у Вроцлаві (1980), поділив 3-тє місце в Албені (1983, позаду Івана Фараго і Айварса Гіпсліса, разом з Паулом ван дер Стерреном), поділив 2-ге місце в Русе (1984), поділив 2-ге місце в Мисленицях (1987), поділив 3-тє місце в Парижі (1989), поділив 3-тє місце в Каннах (2000, open, позаду Мурстаса Кажгалєєва і Крістіана Бауера, разом із, зокрема, Александром Делчевим, Іоанісом Ніколаїдісом і Хрістосом Банікасом), а також 2-ге місце в Еланкурі (2003, open, позаду Мануеля Апісельї).
Найвищий рейтинг Ело в кар'єрі мав станом на 1 січня 1976 року, досягнувши 2490 очок ділив тоді 92-109-те місце в світовому рейтинг-листі ФІДЕ, одночасно ділячи 2-4-те місце (позаду Івана Радулова) серед болгарських шахістів.

## Зміни рейтингу
| На цьому місці має відображатися графік чи діаграма, однак з технічних причин його відображення наразі вимкнено. Будь ласка, не видаляйте код, який викликає це повідомлення. Розробники вже працюють для того, щоби відновити штатне функціонування цього графіка або діаграми. | |
| | На цьому місці має відображатися графік чи діаграма, однак з технічних причин його відображення наразі вимкнено. Будь ласка, не видаляйте код, який викликає це повідомлення. Розробники вже працюють для того, щоби відновити штатне функціонування цього графіка або діаграми. |